# Norman Panama
Norman Panama, né le 21 avril 1914 à Chicago et mort le 13 janvier 2003 à Los Angeles, est un scénariste, réalisateur et producteur américain.

## Biographie
Norman Panama a collaboré avec un ancien ami d'école, Melvin Frank, pour l'écriture de scénarios, pendant près de 30 ans. Il a également écrit de nombreux gags pour des comédiens tels que Bob Hope ou Groucho Marx.
Ses films les plus célèbres sont Le Bouffon du roi (The Court Jester, 1962) de Danny Kaye et How to Commit Marriage (en) (1969) de Bob Hope. Il a reçu un prix Edgar-Allan-Poe pour A Talent for Murder (1981), coécrit avec Jerome Chodorov.
Il meurt en 2003 à la suite de complications de la maladie de Parkinson.

## Filmographie

### Comme scénariste

#### Cinéma
- 1942 : La Blonde de mes rêves (My Favorite Blonde) de Sidney Lanfield
- 1943 : Au pays du rythme (Star spangled rythm) de George Marshall
- 1943 : Happy Go Lucky
- 1943 : Remerciez votre bonne étoile (Thank Your Lucky Stars) de David Butler
- 1944 : Quatre Flirts et un cœur (And the Angels Sing) de George Marshall
- 1944 : La Princesse et le Pirate (The Princess and the Pirate) de David Butler
- 1945 : Duffy's Tavern de Hal Walker
- 1946 : En route vers l'Alaska (Road to Utopia) de Hal Walker
- 1946 : Our Hearts Were Growing Up
- 1946 : Le Joyeux Barbier (Monsieur Beaucaire) de George Marshall
- 1947 : L'Homme de mes rêves (It Had to Be You) de Don Hartman et Rudolph Maté
- 1948 : Un million clé en main (M.. Blandings Builds His Dream House) de H. C. Potter
- 1948 : The Return of October
- 1950 : Une rousse obstinée (The Reformer and the Redhead) de lui-même et Melvin Frank
- 1951 : Proprement scandaleux (Strictly Dishonorable) de lui-même et Melvin Frank
- 1951 : Une vedette disparaît (Callaway Went Thataway) de lui-même et Melvin Frank
- 1952 : Le Grand Secret (Above and Beyond) de lui-même et Melvin Frank
- 1954 : Un grain de folie (Knock on Wood)
- 1954 : Noël blanc (White Christmas) de Michael Curtiz
- 1956 : Le Bouffon du roi (The Court Jester) de lui-même et Melvin Frank
- 1956 : Si j'épousais ma femme (That Certain Feeling)
- 1959 : Dans la souricière (The Trap) de lui-même
- 1959 : Li'l Abner
- 1960 : Voulez-vous pêcher avec moi ? (The Facts of Life)
- 1962 : Astronautes malgré eux (The Road to Hong Kong) de lui-même
- 1966 : Deux minets pour Juliette ! (Not with My Wife, You Don't!) de lui-même
- 1976 : C'est toujours oui quand elles disent non (I Will, I Will... for Now) de lui-même
- 1981 : A Talent for Murder d'Alvin Rakoff

#### Télévision
- 1973 : Coffee, Tea or Me?
- 1977 : Barnaby and Me

### Comme réalisateur
- 1950 : Une rousse obstinée (The Reformer and the Redhead)
- 1951 : Proprement scandaleux (Strictly Dishonorable)
- 1951 : Callaway Went Thataway
- 1952 : Le Grand Secret (Above and Beyond)
- 1954 : Un grain de folie (Knock on Wood)
- 1956 : Le Bouffon du roi (The Court Jester)
- 1956 : Si j'épousais ma femme (That Certain Feeling)
- 1959 : Dans la souricière (The Trap)
- 1962 : Astronautes malgré eux (The Road to Hong Kong)
- 1966 : Deux minets pour Juliette ! (Not with My Wife, You Don't!)
- 1969 : The Maltese Bippy
- 1969 : How to Commit Marriage (en)
- 1973 : Coffee, Tea or Me? (TV)
- 1976 : C'est toujours oui quand elles disent non (I Will, I Will... for Now)

### Comme producteur
- 1948 : Un million clé en main (M.. Blandings Builds His Dream House)
- 1950 : Une rousse obstinée (The Reformer and the Redhead)
- 1951 : Proprement scandaleux (Strictly Dishonorable)
- 1951 : Callaway Went Thataway
- 1952 : Le Grand Secret (Above and Beyond)
- 1954 : Un grain de folie (Knock on Wood)
- 1956 : Le Bouffon du roi (The Court Jester)
- 1956 : Si j'épousais ma femme (That Certain Feeling)
- 1959 : Dans la souricière (The Trap)
- 1959 : Violence au Kansas (The Jayhawkers!)
- 1959 : Li'l Abner
- 1960 : Voulez-vous pêcher avec moi ? (The Facts of Life)
- 1965 : Étranges compagnons de lit (Strange Bedfellows)
- 1966 : Deux minets pour Juliette ! (Not with My Wife, You Don't!) de lui-même